# Вівсяний Руслан Віталійович
Русла́н Віта́лійович Вівся́ний — підполковник Збройних сил України, учасник російсько-української війни.
Станом на травень 2022 року — комендант Кіровоградської обласної військової адміністрації.

## Нагороди
14 серпня 2014 року — за особисту мужність і героїзм, виявлені у захисті державного суверенітету та територіальної цілісності України, вірність військовій присязі під час російсько-української війни, відзначений — нагороджений орденом Богдана Хмельницького III ступеня.